# Running Up That Hill (Within Temptation)
Running Up That Hill è un singolo della symphonic metal band Within Temptation, cover del brano di Kate Bush.

## Il Disco
Pubblicato nel 2003, il singolo funge da intermediario tra il precedente album Mother Earth e il successivo The Silent Force. La scelta di fare una cover del brano Running Up That Hill rimane curiosa: è noto che la band nutra una passione per Tori Amos, storica rivale di Kate Bush.
Nel videoclip la cantante Sharon den Adel si confronta con un suo alter ego all'interno di una chiesa nella quale si esibisce con il resto della band.

## Tracce
Nell'edizione limitata del singolo vi è riportato un link per accedere ad un'area segreta del sito ufficiale della band, e i brani registrati al Lowlands Festival del 2002 sono gli stessi presenti nel DVD Mother Earth Tour.
1. Running Up That Hill – 3:58
2. Running Up That Hill (Live at the Edisons Awards in Amsterdam) – 4:01
3. Deceiver of Fools (Live at Lowlands 2002) – 7:40

2500 Copies Limited Edition
1. Running Up That Hill – 3:58
2. Running Up That Hill (Live at the Edisons Awards in Amsterdam) – 4:01
3. Deceiver of Fools (Live at Lowlands 2002) – 7:40
4. Caged (Live at Lowlands 2002) – 5:52
5. Never-ending Story (Live at Lowlands 2002) – 4:22

DVD side:
1. Running Up That Hill
2. Running Up That Hill (Live at the Edisons Awards in Amsterdam)
3. Ice Queen (Live at Lowlands 2002)
4. Making of Video: Running Up That Hill
5. Backstage: The European Tour 2003
6. Photo Gallery